# Magali Silva Velarde-Álvarez
Blanca Magali Silva Velarde-Álvarez (Lima, 24 de agosto de 1960) es una economista peruana. Se desempeñó como Ministra de Comercio Exterior y Turismo del Perú, desde el 24 de julio de 2013 hasta el 28 de julio de 2016.

## Estudios y carrera profesional
Es licenciada en Economía por la Universidad del Pacífico y posee una maestría en Economía por la Universidad de Oregón.
Ocupó diversos cargos gerenciales en el Banco Central de Reserva del Perú (BCR): la subgerencia de Políticas Macroeconómicas, la jefatura del Departamento de Indicadores de Actividad Económica, la jefatura del Departamento de Investigación y Coyuntura, y la jefatura del Departamento de Indicadores Económicos.
Desde mayo del 2012 hasta julio del 2013 fue Viceministra de Mype e Industria del Ministerio de la Producción. Ha ejercido también la docencia en temas económicos y ha realizado ponencias y presentaciones a nivel nacional e internacional.

## Ministra de Comercio Exterior y Turismo
El 24 de julio del 2013 juró ante el presidente Ollanta Humala como titular del Ministerio de Comercio Exterior y Turismo (MINCETUR), en reemplazo del renunciante ministro José Silva Martinot. La ceremonia, en la que también juramentaron las ministras Diana Álvarez Calderón (Cultura) y Mónica Rubio García (Desarrollo e Inclusión Social), se realizó en el Salón Dorado de Palacio de Gobierno.

## Condecoraciones
- 2015:  Dama gran cruz de la Orden de Isabel la Católica (España)[4]